# Capão à Freamunde (Feira dos Capões)
A Feira dos Capões ou Feira da Santa Luzia, é uma famosa e tradicional feira de galos capados, realizada na freguesia de Freamunde em 13 de dezembro. É o único evento do tipo em Portugal, com registros que remontam pelo menos ao século XV e sendo oficializada por decreto régio em 3 de agosto de 1719.
Segundo especialistas, a castração de galos estimula seu crescimento e engorda, resultando em uma carne mais saborosa. Transmitida de geração em geração, a técnica de capar requer grande precisão para evitar que o galo se torne "rinchão", ou seja, mal castrado, o que comprometeria a qualidade da carne. Antecedendo a feira, é comum a organização promover o concurso gastronômico "Capão à Freamunde", envolvendo os principais restaurantes locais. Estima-se que cerca de mil capões sejam criados anualmente em Freamunde.

## Capão à Freamunde (Semana Gastronómica)
A Semana Gastronômica teve início em 2006 e conta com a parceria de vários restaurantes do concelho que aderem à iniciativa. Atualmente, com 17 anos de existência, a semana foi ampliada para duas semanas devido à grande procura que recebe.
Um dos pontos altos desta Semana Gastronômica ocorre em 12 de dezembro, com o Concurso Gastronômico / Jantar "Capão à Freamunde". Neste evento, os restaurantes participantes apresentam seus capões para concorrer, sendo que os pratos são avaliados por um júri e o vencedor é anunciado durante o jantar, com a entrega dos respetivos prêmios. O jantar é um momento sublime de degustação desta tão nobre iguaria. Esta é mais uma oportunidade para promover este prato que encanta apreciadores, especialmente considerando que o produto possui certificação de Indicação Geográfica Protegida (IGP) conforme o despacho nº4253 de 7 de março de 2011.